# Jorge Pais
Jorge Pais   (El Paso, 3 d'abril de 1962) Felipe Jorge Pais Pais és un historiador, arqueòleg i investigador. És considerat un dels majors experts en cultura aborigen de canàries, i és conegut pel seu treball arqueològic en diferents zones de l'illa de la Palma. És el director científic del Parc Arqueològic de Belmaco. Ha treballat extensivament en assumptes de conservació i recerca del patrimoni prehispànic de l'illa. Des de l'any 2002 és el cap de la Secció de Patrimoni Històric i Arqueològic del Cabildo de la Palma.

## Biografia
Carrera professional
Llicenciat en Geografia i Història per la Universitat de la Laguna (1980-85). Va ser becari de Recerca del Pla de Formació del Personal Investigador del Ministeri d'Educació i Ciència durant el quadrienni 1986-1989. Es va doctorar en prehistòria per la Universitat de la Laguna l'any 1991 amb un treball sobre la ramaderia en l'època prehispànica de l'illa de la Palma. Actualment és director científic del Parc Arqueològic de Belmaco. Soci de ple dret de l'Institut d'Estudis Canaris i membre de la Comissió Insular de Patrimoni Històric del Cabildo de la Palma. Director de la Societat d'Estudis Generals de l'illa de la Palma. Actualment també exerceix el càrrec de Cap de la Secció de Patrimoni Històric i Arqueològic del Cabildo de la Palma juntament amb President de la Societat Estudis Generals de l'illa de la Palma.

### Arqueologia
Des del començament de la seva carrera en l'arqueologia, ha dirigit nombroses excavacions arqueològiques en La Palma en cerca d'elements prehispànics, entre les quals destaquen les del Racó (en El Paso), El Tribut, Roque dels Guerra i Platja de la Salemera (en la Villa de Mazo), necròpoli del Barranc de la Baranda (en Tijarafe), poblat de cabanyes de les Lajas (Les Taques, los Llanos de Aridane) i Les Machuqueras (Fuencaliente de la Palma)

## Publicacions
Entre les seves publicacions cal destacar els llibres: 
- L'economia de producció en la prehistòria de l'illa de la Palma: la ramaderia.[8]
- El bàndol prehispànic de Tigalate-Mall.[9]

A més de la col·laboració en altres publicacions, enciclopèdies i fullets. També cal ressenyar la publicació de més de 50 articles sobre l'època prehispànica palmera en revistes científiques de caràcter nacional i internacional.

## Premis i reconeixements
| Any  | Premi                  | Notes                                                       |
| ---- | ---------------------- | ----------------------------------------------------------- |
| 2017 | Premi José Pérez Vidal | Els petroglifos benahoaritas: símbols de vida i fertilitat. |